# Enllaçador

Fig.1 Diagrama d'un enllaçador

Un  enllaçador  (en anglès,  linker) és un programari que pren els fitxers de codi objecte generat en els primers passos del procés de compilació, la informació de tots els recursos necessaris (biblioteca), treu aquells recursos que no necessita, i enllaça el codi objecte amb el seu (s) biblioteca (s) amb el que finalment produeix un fitxer executable o una biblioteca. En el cas dels programes enllaçats dinàmicament, l'enllaç entre el programa executable i les biblioteques es realitza en temps de càrrega o execució del programa.

## Tipus
- Enllaçat estàtic: quan aquesta resolució de símbols i adeces entre els diferents mòduls de programa es resol abans d'executar el programa (en temps de compilació del codi final).

- Enllaçat dinàmic: quan aquesta resolució de símbols i adeces entre els diferents mòduls de programa es resol quan s'executa el programa (en temps d'execució del codi final).